# Wisal Abd al-Wahid
Wisal Abd al-Wahid Kurtam (arab. وصال عبد الواحد قرطام) – egipski zapaśnik walczący w stylu wolnym. Złoty medalista mistrzostw Afryki w 2002, 2004 i 2005. Szósty na igrzyskach śródziemnomorskich w 2005. Trzeci na mistrzostwach arabskich w 2001 i 2002 roku.